# Куккаусъярви
Ку́ккаусъя́рви (фин. Kuukkausjärvi) — озеро на территории Найстенъярвского сельского поселения Суоярвского района Республики Карелия.

## Общие сведения
Площадь озера — 1,2 км², площадь бассейна — 204 км². Располагается на высоте 159,0 метров над уровнем моря.
Форма озера продолговатая, вытянуто с севера-запада на юго-восток. Берега каменисто-песчаные, частично заболоченные.
Через озеро протекает река Куккаусйоки, вытекающая из озера Иля-Куккаусъярви и втекающая в реку Айттойоки.
Код водного объекта в государственном водном реестре — 01040100111102000016573.